# Ел Портал (Флорида)
Ел Портал (енгл. El Portal) град је у америчкој савезној држави Флорида.

## Демографија
По попису из 2010. године број становника је 2.325, што је 180 (-7,2%) становника мање него 2000. године.
| Група             | 2000.         | 2010.         |
| Белци             | 399 (15,9%)   | 441 (19,0%)   |
| Афроамериканци    | 1.537 (61,4%) | 1.165 (50,1%) |
| Азијати           | 20 (0,8%)     | 28 (1,2%)     |
| Хиспаноамериканци | 482 (19,2%)   | 665 (28,6%)   |
| Укупно            | 2.505         | 2.325         |